# Perla
Cet article concerne le roman. Pour la série télévisée, voir Perla (série télévisée).
Perla est un roman de Frédéric Brun publié le 14 février 2007 aux éditions Stock et ayant obtenu la même année le prix Goncourt du premier roman et en 2009 le prix Marie-Claire-Blais au Québec.

## Résumé
Peu après la mort de sa mère, Perla, son fils rencontre la femme de sa vie et devient père pour la première fois. Perla a été déportée cinquante ans plus tôt à Auschwitz. Il tente de comprendre son épreuve et lit de nombreux témoignages sur les camps. Étrangement au même moment, il se sent attiré par les poètes allemands, Novalis, Hölderlin, Friedrich Schlegel et le peintre Caspar David Friedrich, qui désiraient attraper l’âme du monde. Avec eux, il cherche l’apaisement et se pose la question : Comment l’Allemagne a-t-elle pu engendrer la poésie la plus pure et la barbarie la plus totale ? Hymne à la mère, c’est aussi un livre de correspondances, sur l’amour, la naissance, la mémoire et la transmission.

## Accueil critique
- « Il n’y a pas de tristesse dans ce livre, juste des pages lumineuses, la beauté des phrases bien faites, le style délicat et pur d’un auteur qu’il faut absolument découvrir. » Mohammed Aïssaoui, Le Figaro littéraire
- « Une certaine forme de candeur ajoute à l’émotion de ce premier texte où un adulte redevient l’enfant qui face à la mer de nuages embrasse une mère éternelle. » Jérôme Garcin, Le Nouvel Observateur.
- « Le premier livre de Frédéric Brun débute presque comme un conte, surprenant par sa lumineuse douceur à parler de sa mère. » Valérie Marin la Meslée, Le Point.
- « Frédéric Brun qui prend la plume pour sonder le passé de sa mère, la relation qu’avec elle il entretint, dans ce récit tragique, mais aussi tendre et lumineux. » Nathalie Crom, Télérama.
- « Ce livre est fort. Il ne cherche pas de réponses, mais refuse au même moment de voir la mort comme la fin d’un être. » Clémentine Goldszal, Elle.

## Éditions et traductions
- Perla, éditions Stock, 2007  (ISBN 978-2234060272)
- Perla, éditions Poesis, 2020  (ISBN 978-2955211991)
- (it) Perla, trad. Laura Emilia Barchiesi, Gwynplaine edizioni, 2008
- (da) Perla, trad. Anna Lyngby Olsen, éd. Batzer & Co, 2014
- (es) Perla, trad. Emilio Ortega Arjonilla et Manuel Cristobal Rodriguez Martinez, éditions Comares, 2017
- (en) Perla, trad. Sarah Gendron et Jennifer Vanderheyden, University of Nebraska Press, 2017
- (de) Perla, trad. Christine Cavalli, Leipzig, Faber & Faber, 2020  (ISBN 9783867301701)